# Reserva especial de Ankarana

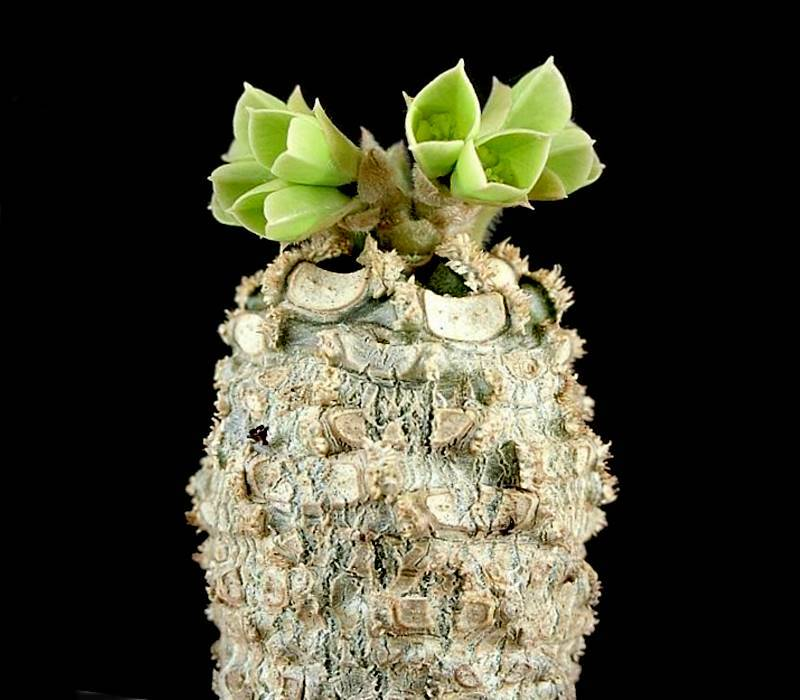
Euphorbia ankarensis

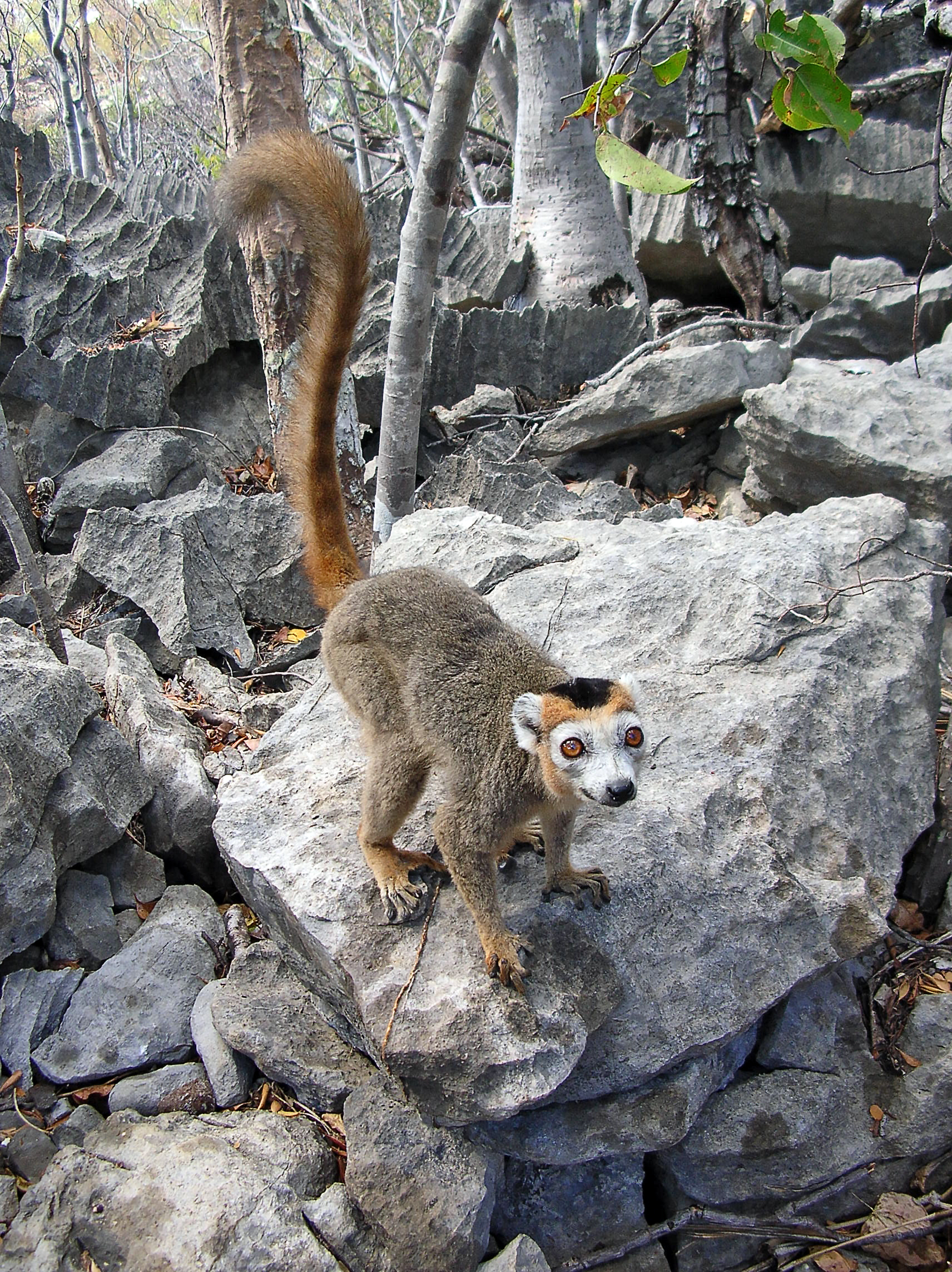
Eulemur coronatus

Reserva especial de Ankarana es un espacio natural protegido situado en el norte de Madagascar.

## Territorio
La reserva tiene una superficie de cerca de 18.000 hectáreas, situada a unos 30 km al norte de Ambilobe y 150 km al sur de Diego Suárez. Se caracteriza por la presencia del macizo de Ankarana, un complejo de pináculos rocosos de caliza, conocida como Tsingy, que están sujetos a la erosión por una extensa red de cursos de agua, en gran parte subterránea, que da lugar a un intrincado sistema de cuevas.

## Fauna
La reserva se caracteriza por parches de bosque seco que son el hogar de muchas especies endémicas incluyendo:  Pachypodium baronii, Euphorbia ankarensis, Adansonia perrieri, Hernandia voyroni, Hildegardia erythrosiphon.
La reserva es el hogar de once especies diferentes de lémures, incluidos el Microcebus sambiranensis y  el Microcebus tavaratra, cuyas únicas poblaciones conocidas se encuentran en el territorio de la reserva, y el Eulemur sanfordi, el Eulemur coronatus, Hapalemur griseus, el Microcebus murinus, el Cheirogaleus medius, el Phaner furcifer, el Avahi laniger, el Lepilemur septentrionalis y el Daubentonia madagascariensis.

Otros mamíferos presentes son Cryptoprocta ferox, Galidia elegans, Potamochoerus larvatus, Tenrec ecaudatus, Setifer setosus, Eliurus antsingy. Numerosas especies de murciélagos pueblan las cavernas, como el Pteropus rufus, el Myotis goudoti, el Hipposideros commersoni, el Mormopterus jugularis, el Otomops madagascariensis y el Triaenops menamena.

La rica avifauna presente, que cuenta con más de 90 especies diferentes, incluye muchas especies endémicas como Mesitornis variegata, Haliaeetus vociferoides, Accipiter madagascariensis, Falco newtoni, o Falco zoniventris.

Y anfibios como Amphiglossus stumpffi, Mantidactylus curtus, Mantidactylus pseudoasper y Tsingymantis antitra.